# Denis Shaforostov
Denis Alexandrovich Shaforostov (Jartsyzsk, 4 de mayo de 1992) conocido también como Denis Stoff es un cantante y compositor ucraniano.
Denis mostró un temprano interés en la música mediante su canal en YouTube "above92" el cual tiene vídeos de versiones de voz y guitarra de canciones que son a mediados de 2008.
En 2010 y durante ese tiempo el canal obtuvo una gran popularidad.
Amplió su popularidad en YouTube mediante de la formación de  Make Me Famous, al separarse esta banda forma Down & Dirty para luego dejarlos y unirse a Asking Alexandria al ser abandonados por el vocalista original Danny Worsnop para año y medio después dejar la misma.
Denis Shaforostov regresó a la música con su nueva banda Drag Me Out lanzando su primer sencillo llamado "I'm Sorry".

## Carrera musical

### Make Me Famous (2010–2012)
El primer proyecto importante de Shaforostov fue la banda de metalcore Make me Famous que ayudó a formar en 2010. Los miembros eran Serj Kravchenko en la voz principal , Sergei Hohlov en el bajo, Dusty Boles en la batería e Igor Yestrebov en la guitarra . La banda ganó reconocimiento en el sitio web de videos YouTube , donde Denis previamente había lanzado sus propias versiones de algunas canciones. La banda lanzó su álbum debut "It's Now or Never.
en marzo de 2012 junto al sello discográfico Sumerian Records y trazó un éxito en el top 200 de EE. UU. alcanzando el lugar 151 con su sencillo "Make it precious".
A finales de 2012, Shaforostov anunció que había dejado la banda, a su vez, esta anunció que se disolvió después de su última gira en ese mismo año , la disolución oficialmente se dio a principios de 2013. Los miembros restantes emitieron un comunicado que entró en detalle de cómo Shaforostov nunca había tratado a los demás miembros como iguales y que se sentía por encima de todos ellos, también declararon que mintió a su sello discográfico con el fin de ganar más regalías , pagos y subsidios turísticos. Siguieron también describiéndolo como un miembro pobre ya que a veces no se presentaba a los espectáculos simplemente porque no se molestaba en hacerlo y con frecuencia a los demás miembros les causaba dolor por qué no apreciaba el trabajo que habían hecho para llevar a la banda a su entonces etapa actual . Los cuatro miembros restantes decidieron formar una nueva banda llamada Red Oceans

### Down & Dirty (2012–2015)
Shaforostov se unió brevemente a la banda Down & Dirty , la banda fue anunciada oficialmente bajo el sello de Sumerian Records y lanzó su primer sencillo y video musical en diciembre de 2013 titulado " Move It " . La banda también lanzó un segundo sencillo y vídeo musical en diciembre de 2014 titulado " I Will Never Lose My Way" . Shaforostov era un miembro hasta que anunció su nueva etapa con Asking Alexandria

### Asking Alexandria (2015–2016)
El 22 de enero de 2015, el cantante Danny Worsnop anunció su salida de Asking Alexandria para centrarse en su nueva banda We Are Harlot.
El 26 de mayo de 2015, Denis Shaforostov fue anunciado oficialmente como el nuevo vocalista cuando lanzaron su primer sencillo en conjunto titulado "I won't give in"el 27 de mayo. 
La especulación sobre la participación de Shaforostov comenzó poco después de la salida de Worsnop debido a las similitudes entre Asking Alexandria y Make me Famous; el hecho de que eran compañeros de sello habría hecho la transición fácil para Shaforostov, además en su cuenta personal de YouTube había realizado varios covers de Asking Alexandria 
Se le preguntó a Ben Bruce si consideraba a cualquier otra persona apta para el papel y él indicó "tiene que ser Denis" alabó su alto rango vocal y el hecho de que se inspiró en Worsnop en las etapas anteriores de Asking Alexandria, además acaparó que podría llevar a cabo sus presentaciones en vivo mucho mejor que Worsnop , sin embargo, cuando se le preguntó a Shaforostov cómo distinguirse de él, él indicó que no haría ninguna comparación, puesto que es una persona completamente diferente.
El 21 de octubre de 2016 Ben bruce hace público la salida de Denis Shaforostov de Asking Alexandria, retomando al exvocalista Danny Worsnop.

### Drag Me Out (2019-presente)
El día 15 de enero de 2019 estrenó el primer sencillo de su nueva banda Drag Me Out titulado "I'm Sorry" bajo la discográfica Sumerian Records.
1 de febrero salió "Pressure" el álbum debut de la banda

## Discografía
Make Me Famous
- 2011 - Make It Precious (Single)
- 2011 - I Am A Traitor. No One Does Care (Single)
- 2011 - Keep This in Your Music Player (EP)
- 2011 - Once You Killed A Cow - You Gotta Make A Burger (Single)
- 2011 - We Know It's Real (Single)
- 2012 - It's Now or Never (Álbum de estudio)
- 2012 - Blind Date 101 (Single)

Down & Dirty
- 2012 - 10,000 Miles (Single)
- 2012 - All I Want for Christmas Is You (Single)
- 2013 - Move It (Single)
- 2014 - I Will Never Lose My Way (Single)

Asking Alexandria
- 2015 - I Won't Give in (Single)
- 2015 - Let it Sleep (Single)
- 2015 - The Black (Single)
- 2016 - The Black (album)

Drag Me Out
- 2019 - I'm Sorry (Single)
- 2019 - Pressure (Álbum de estudio)
- 2020 - The Watch Of The Buried  (Single)
- 2021 - Bullets in My Teeth  (Single)
- 2022 - Crystal Arms (Álbum de estudio)

## Controversias
El 22 de enero de 2015 el cantante Danny Worsnop se retira de la banda Asking Alexandria, dando rumores entre las Redes Sociales y Medios de comunicación que Shaforostov sería el nuevo vocalista de la banda Asking Alexandria, pero la información era un tanto incierta hasta confirmarse oficial luego de que dicha banda publicara el video musical de su primer sencillo de su nuevo disco con Shaforostov, I Won't Give In a través del canal de YouTube del sello discográfico, Sumerian Records

## Nueva etapa en Asking Alexandria
Denis se convirtió en el vocalista de la banda de metalcore Asking Alexandria, acallando todos los rumores que afirmaban lo contrario. El 25 de marzo de 2016 salió el primer y único álbum de la agrupación con él como voz principal, titulado The Black. Posteriormente, Stoff abandonaría la banda en octubre de ese mismo año, y Danny Worsnop volvería nuevamente como vocalista.